# European Association of Hotel and Tourism Schools

AEHT-Logo

Die European Association of Hotel and Tourism Schools (AEHT) (deutsch Vereinigung Europäischer Hotel- und Tourismusschulen) ist der größte derartige Zusammenschluss in Europa. Die AEHT besteht (Bestandsaufnahme vom 15. Juli 2013) aus Mitgliedern 39 europäischer Länder, unter denen alle EU-Staaten sowie sechs nicht-europäische Mitgliedsstaaten sind.

## Geschichte
Die Gründung erfolgte 1988 in Strassburg durch den Zusammenschluss von 25 Fachschulen aus 16 Nationen. Federführend dafür waren die Präsidiumsmitglieder Jean-Paul Bernard und Marin Bruder, Leiter der Hotel- und Tourismusschule Illkirch. Bernard wurde als erster Präsident der neuen Organisation gewählt, Bruder sein Generalsekretär.
Bereits ein Jahr später wurde die AEHT zur Gruppe der Internationalen Nichtregierungsorganisationen (INGO) im Bereich Weiterbildung aufgenommen und hat beim Europarat den Status einer Beratenden Organisation. 2000 zog die Verwaltung nach Luxemburg-Diekirch um. Bis 2024 hat sich die Organisation auf etwa 300 Mitgliedsschulen in über 40 Ländern erweitert.

## Präsidentschaften
- 1988–1991 Jean-Paul Bernard *2023, Frankreich
- 1991–1994 Alf Carlsson, Schweden
- 1994–1997 Ciarán O’Cathain, Irland
- 1997–2000 Michel Gaillot, Frankreich
- 2000–2003 Louis Robert, Luxemburg
- 2003–2006 Alfonso Benvenuto, Italien
- 2006–2009 Louis Robert, Luxemburg
- 2009–2013 Klaus Enengl, Österreich
- 2013–2017 Ana Paula Pais, Portugal
- 2017–2021 Remco Koerts, Niederlande
- 2021–2025 Ana Paula Pais, Portugal

## Generalsekretärschaften
- 1988–1991 Martin Bruder, Frankreich
- 1991–2000 Sibylle Schoch, Frankreich
- 2000–2003 John Rees Smith, England
- 2004–2021 Nadine Schintgen, Luxemburg
- seit 2021 Ronny Thill, Luxemburg

## Ziele und Aktivitäten

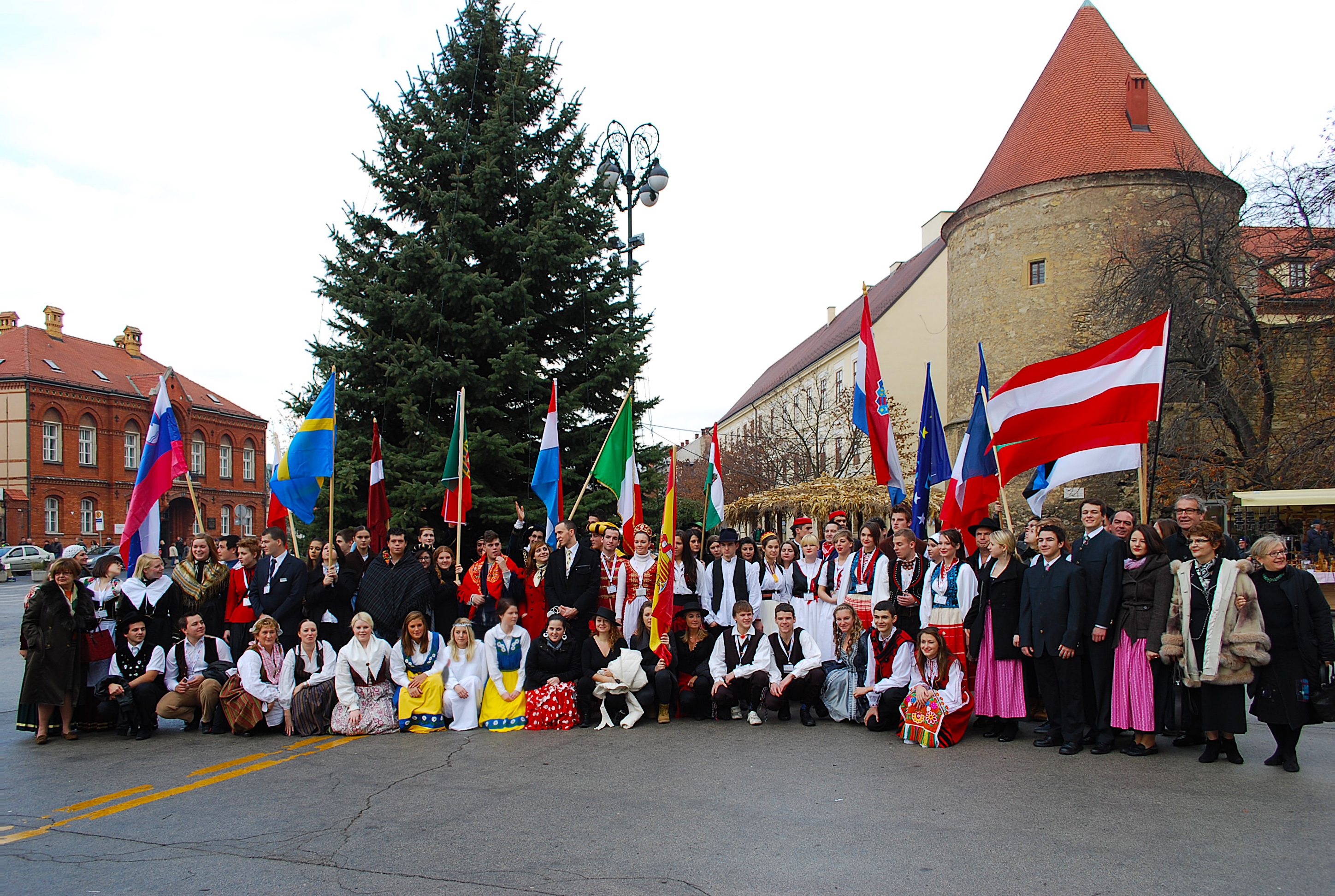
Treffen 2011 Weihnachten in Europa in Zagreb

Zu den wichtigsten Zielsetzungen gehört der Kontakt und Austausch der Partnerschulen und das Verständnis der verschiedenen Rechts- und Ausbildungssysteme in Europa. Wichtig ist ferner die gemeinsame Erarbeitung von internationalen Projekten, die durch die Schule eines Partnerlandes allein nicht durchführbar wären. Zu den Aktivitäten zählen auch zahlreiche, hochrangige, internationale Events, Wettbewerbe und Seminare in den Fachbereichen Gastronomie, Hotelwesen und Tourismus. Hinzu kommt die Kontaktpflege und der Austausch von Lehrmethoden und -material sowie der Wissensaustausch. Seit einigen Jahren besitzt die Vereinigung eine Schiene für Höhere Bildung und organisiert jedes Jahr ein Seminar mit unterschiedlichen Themen für Lehrer in diesem Bereich.
Die wichtigsten Events sind die jährlich stattfindenden Kongresse, an denen etwa insgesamt 700 Schuldirektoren, Lehrer und Schüler partizipierten. Diese Veranstaltung generiert einen wichtigen Impuls für alle Teilnehmer. Zwischen acht und zehn Wettbewerbe finden in den Bereichen Küche, Cocktail, Strategic Thinking, Weinkunde, Service, Catering, Frontoffice, Management, pâtisserie, Hotel Management, Tourist Destination, Barista und weitere statt. Die Schüler treten bei diesen Wettbewerben in internationalen Teams miteinander an, die im Vorfeld ausgelost werden. Dies stärkt ihre Sprach- und Anpassungsfähigkeit für ihren späteren Beruf, in einer internationalen Gruppe arbeiten zu können. Diese Kompetenzen sind in keiner anderen Branche derart gefragt. Mobilität und Flexibilität sind weitere unabdingbare Voraussetzungen für diese Berufsbranche.
Die AEHT liefert dieses internationale Umfeld – sowohl den Auszubildenden als den Ausbildern. In diesem Kontext ist die Veranstaltung Weihnachten in Europa zu erwähnen, wo sich jedes Jahr circa 20 Schulen in einem anderen Land treffen, um die Vielfalt ihrer Traditionen zu Weihnachten in den Bereichen Gastronomie, Kostüme, Legenden, Musik usw. einer breiten Öffentlichkeit vorzustellen. Diese Aktivität fördert auch die Zusammenarbeit des Netzwerkes im Bezug auf Vermittlungen von Austausch für Studenten und Lehrer sowie die Planung der Teilnahme an europäischen Programmen.
Seit 2020 organisiert die AEHT WEBINARS für ihre Mitglieder zu Themen die sowohl Direktoren, Lehrer oder Schüler aus diesem Bereich interessieren.
Ein anderes großes Event ist das AEHT Youth Parlament, wo ca. 60 Jugendliche zu verschiedenen Themen ein Statement abgeben müssen was sie vorher zusammen durch diskutiert haben. Dies fördert nicht nur die Diskussionskultur, bringt auch neue Erkenntnisse zu Themen aus dem Hospitality Umfeld und fördert die interkulturelle Gemeinschaft.
Jede Schule im Bereich der Hospitality, Tourism and Catering kann sich um die Mitgliedschaft bewerben.